# The Adventures of Rocky and Bullwinkle and Friends
The Adventures of Rocky and Bullwinkle and Friends es un videojuego de plataformas para Game Boy, NES, Super Nintendo y Sega Genesis. Fue desarrollado por Imagineering, Radical Entertainment y publicado por THQ y Absolute Entertainment en octubre de 1992.